# 散兵

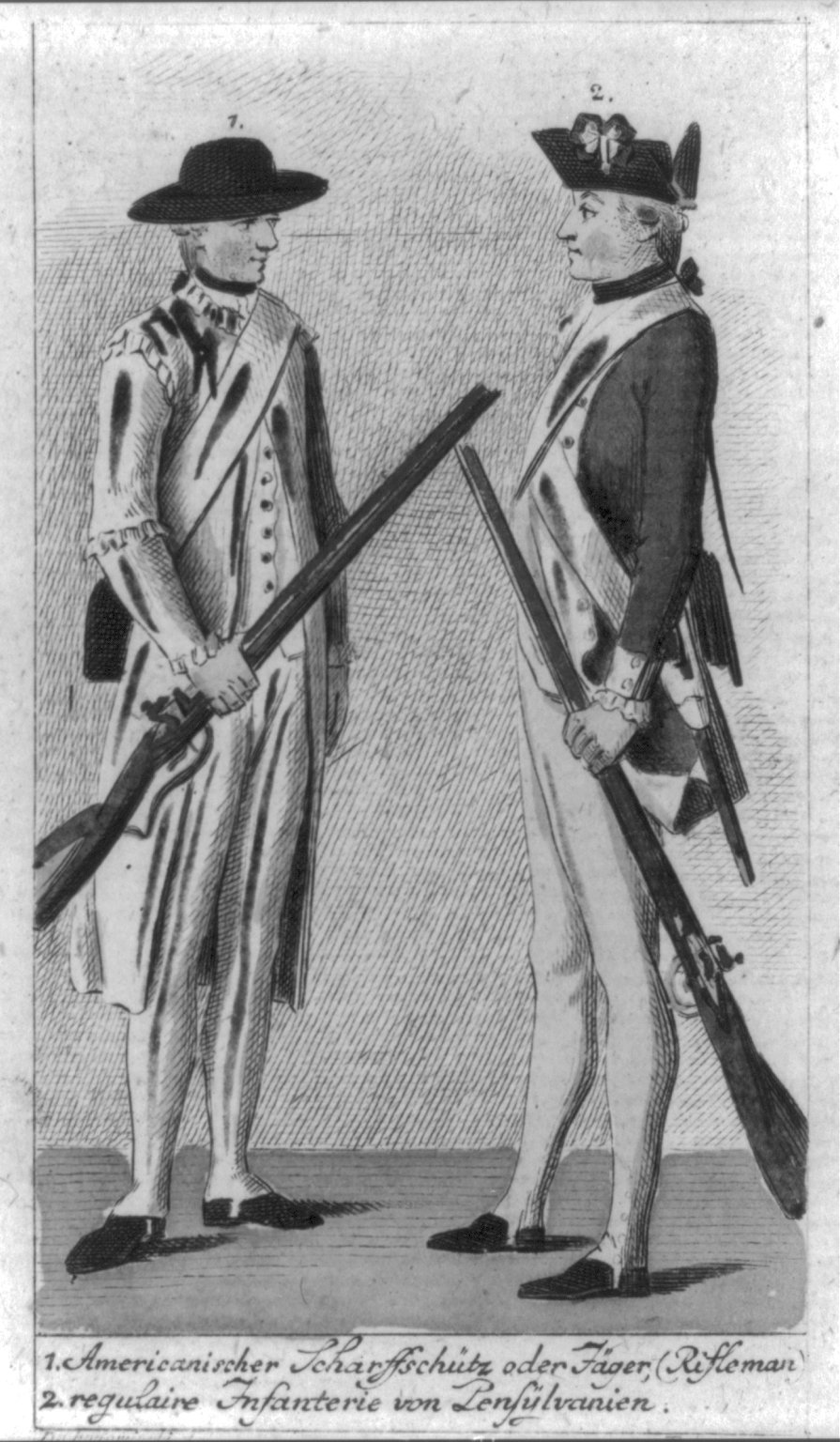
アメリカ独立戦争時代のライフル兵

散兵（さんぺい、Skirmishers）は、歩兵の戦闘隊形の一種。

## 概要
歩兵が横隊や縦隊などの密集隊形を組んで戦った時代には、密集隊形の前面と側面に部隊の一部を間隔を置いて散開させ、散兵線を敷くことが多かった。その役割は、密集隊形同士が衝突する前に遠距離攻撃を加えて敵に損害を与え、隊形を崩しておくことだった。また、同様の戦術を取る敵の攻撃から自軍を守る役割も果たした。一箇所に固めておくことで、指揮官が兵を把握するのを容易にし兵の逃亡を防ぐ効果もあった。
一方で散兵は密集隊形の重装歩兵とは異なり、戦場で素早く動けるよう軽装備であることが多かった。古代や中世の戦場では、散兵は弓矢・投槍・投石器などを攻撃用の武器とし、軽量の盾を装備していた。散兵は密集隊形の前面に出て矢や投槍を敵に浴びせかけ、攻撃が終わると密集隊形の後ろに退避した。他にも機動性の高さを生かして、偵察や敵の側面の包囲といった役割も担った。
火器が発明されると、散兵の兵器はいち早く火器となった。テルシオではパイク（槍）を装備した密集隊形を中心とし、その周囲をアルクビューズ（火縄銃）を装備した散兵が援護した。やがて火器が発達すると、散兵はライフルを装備した。
19世紀になると、火砲の威力の増大により密集陣形は廃れていった。遠距離でも高い命中率を得られるようになった銃兵相手に、密集隊形を組んだ兵団は良い的でしか無かった。また、銃や大砲の威力は、人間が装備できる重量の鎧では対抗できないほど高まっていた。重い鎧と集団陣形は、戦場で意味をなさなくなった。各国の軍は兵士の防御力よりも機動力を重視するようになり、重武装の歩兵というものが消えていった。
また、フランス革命に端を発するヨーロッパでの国家主義の高まりは、愛国心や郷土愛によって団結した国民軍を誕生させ、それまでの王と騎士や傭兵が個々に契約を交わす軍団とは一線を画すようになった。高い士気を有する国民軍の兵は、逃亡のおそれが低いため散兵戦術を積極的に活用できた。
こうして、全ての歩兵が散兵になっていった。